# Playas de Rosarito (gemeente)
Playas de Rosarito is een gemeente in de Mexicaanse deelstaat Baja California. De hoofdplaats van Playas de Rosarito is Playas de Rosarito. Met een oppervlakte van 513,32 km² is het de kleinste gemeente van Baja California, het beslaat 0,72% van de oppervlakte die deelstaat.
De gemeente heeft 73.305 inwoners (census 2005), 916 daarvan spreken een indiaanse taal, waarvan de meesten Kumiai en migranten uit zuidelijke deelstaten zijn. De gemeente is ontstaan in 1995 toen het van de gemeente Tijuana werd afgesplitst en daarmee is het een van de jongste gemeentes van Mexico.
Ensenada · Mexicali · Playas de Rosarito · Tijuana · San Felipe · San Quintín · Tecate
- Virtual International Authority File: 60157100641872740004